# Лацерето (Фиренца)
Лацерето је насеље у Италији у округу Фиренца, региону Тоскана.
Према процени из 2011. у насељу је живело 1010 становника. Насеље се налази на надморској висини од 40 м.